# Красовка (Марий Эл)
 Красовка  — деревня в Медведевском районе Республики Марий Эл. Входит в состав Руэмского сельского поселения.

## География
Находится на расстоянии приблизительно 5 км по прямой на юго-запад от западной границы районного центра поселка Медведево.

## История
Деревня возникла после 1923 года. В советское время работал колхоз имени Ворошилова и сельхозопытная станция. В 2002 году в деревне в 6 домах жили постоянные жители, а в 19 домах — дачники.

## Население
Население составляло 8 человек (мари 50 %, русские 50 %) в 2002 году, 8 в 2010.